# 2019年5月臺灣
| << | 2019年5月 （民國108年） | >> |    |    |    |    |
| \| 日 \| 一 \| 二 \| 三 \| 四 \| 五 \| 六 \| \| \| \| \| 1 \| 2 \| 3 \| 4 \| \| 5 \| 6 \| 7 \| 8 \| 9 \| 10 \| 11 \| \| 12 \| 13 \| 14 \| 15 \| 16 \| 17 \| 18 \| \| 19 \| 20 \| 21 \| 22 \| 23 \| 24 \| 25 \| \| 26 \| 27 \| 28 \| 29 \| 30 \| 31 \| \| \| \| \| \| \| \| \| \| |                         |    |    |    |    |    |
| 臺灣新聞動態／維基新聞 |                         |    |    |    |    |    |
| 世界／中国大陆／臺灣 |                         |    |    |    |    |    |
| 日 | 一                      | 二 | 三 | 四 | 五 | 六 |
| |                         |    | 1  | 2  | 3  | 4  |
| 5 | 6                       | 7  | 8  | 9  | 10 | 11 |
| 12 | 13                      | 14 | 15 | 16 | 17 | 18 |
| 19 | 20                      | 21 | 22 | 23 | 24 | 25 |
| 26 | 27                      | 28 | 29 | 30 | 31 |    |
| |                         |    |    |    |    |    |

## 5月5日
- 中華民國2019年度全國羽球團體錦標賽於2019年5月5日至11日在苗栗縣苗栗市的苗栗巨蛋體育館舉行 [1]

## 5月7日
- 臺中市五權車站於11時22分發生自強號列車撞擊臥軌乘客意外[2]。
- 美國眾議院於今日傍晚通過「2019年臺灣保證法案」與「重新確認美國對台及對執行台灣關係法承諾」決議案。「2019年台灣保證法案」獲得無異議通過；「重新確認美國對臺及對執行《臺灣關係法》承諾」決議案則以414票贊成、0票反對、17票棄權的壓倒性高票數通過。臺灣保證法要求對臺軍售應常態化、重啟臺美貿易協定會談，支持臺灣參與國際組織。對此總統府表示感謝，並認為這在台灣關係法40週年的此刻格外重要。[3][4]
- 立法院今日三讀通過增訂《中華民國刑法》第115-1條，「本章之罪，亦適用於地域或對象為大陸地區、香港、澳門、境外敵對勢力或其派遣之人，行為人違反各條規定者，依各該條規定處斷之。」在外患罪章中增訂條文，將大陸地區、香港、澳門、境外敵對勢力或其派遣之人，納入適用範圍。將中共間諜列人外患罪章，等同「敵國」。[5][6]

## 5月10日
- 總統令華總一義字第10800048581號，增訂《中華民國刑法》第一百十五條之一條文；並修正第一百十三條條文，並公布之。[7]

## 5月11日
- 費玉清於2019年5月11日至12日在高雄巨蛋舉行2019告別演唱會。 [8]

## 5月15日
- 張元植、呂忠翰、詹喬愉在尼泊爾成功登頂馬卡魯峰，創下台灣第一次紀錄.[9]

## 5月17日
- 立法院三讀通過制定《司法院釋字第七四八號解釋施行法》，並自同月24日施行，為亞洲同性婚姻法制化首例。[10][11]

## 5月24日
- 第十屆臺灣國際打擊樂節在臺北市、臺中市、臺南市、高雄市舉辦到6月1日結束。[12]
- 《司法院釋字第七四八號解釋施行法》正式生效。[13]
- 臺灣中小企業銀行贊助雲林縣水林鄉瓊埔村的社區發展協會揭牌成立「銀髮樂齡學堂」。[14]
- 中華民國海軍司令部聲明，龍德造船公司負責的3艘沱江級巡邏艦、4艘快速布雷艇正式製造，由總統蔡英文主持開工典禮。[15]

## 5月25日
- 隨著台美關係提升，中華民國外交部宣布，臺灣相應美國在台協會的機構「北美事務協調委員會」（Coordination Council for North American Affairs，CCNAA）將更名為「台灣美國事務委員會」（Taiwan Council for US Affairs，TCUSA）。被視為台美關係的重大進展與突破。[16][17][18]

- 國安會秘書長李大維本月訪問美國，日前在美國與美國國家安全顧問約翰·波頓（John Bolton）會晤，創下自1979年中華民國與美國斷交後首例。[19]

## 5月27日
- 「108年軍民聯合防空萬安42號演習」正式開始。[20]
- 屏東縣議長周典論的弟弟周土盛負責的宇程營造公司因為涉嫌長期承包屏東縣大小工程，違反《公職人員利益衝突迴避法》，遭到臺灣屏東地方檢察署進行收押。[21]

## 5月29日
- 針對大同集團前董事長林蔚山，挪用公款金援自己私人投資的通達國際公司慘賠，造成大同集團虧損十三．五億餘元，台灣高等法院更一審前年八月依《證券交易法》特別背信罪，將林蔚山判刑八年、併科罰金三億元，並追徵沒收犯罪所得十三億五二六七萬餘元；最高法院29日駁回上訴，全案判刑八年定讞。林蔚山必須入獄，最高院已通知檢方啟動防逃機制。[22]

## 5月31日
- 反年金改革大將、彰化縣軍公教聯盟召集人吳萬固遭爆出性侵安置其寄養家庭名下的少女，少女受害後向縣府社會處舉報，吳男立即被撤銷其照顧人資格，此案經檢警調查，彰化地檢署今年3月將他依違反性侵害防治條例起訴。彰化縣政府社會處於5月31日證實，吳萬固因涉嫌性侵被起訴。[23][24]